# Léane Alestra
Léane Alestra est une essayiste et journaliste française spécialisée en études de genre née en 1998. Elle est connue pour ses essais sur des thématiques féministes, dont Les Vigilantes paru en 2025.

## Biographie
Léane Alestra naît en 1998 d'une mère professeure des écoles et d'un père fonctionnaire en mairie. Elle grandit à Vaulx-en-Velin (Rhône) puis passe son enfance dans le Médoc,.
Après son baccalauréat, elle entame des études en design digital dans une école privée à Bordeaux. Elle se voit proposer des cours complémentaires à HEC gratuitement, qu'elle accepte. Elle y découvre le monde de la finance et subit des remarques misogynes, étant souvent la seule femme présente dans son entourage. En 2020, étudiante en master durant le confinement lié à la pandémie de Covid-19, elle poursuit ses études en alternance dans une start-up. Elle connaît une désillusion vis-à-vis de son métier.
Dans ce contexte, et intéressée par les questions féministes, Léane Alestra développe un projet personnel intitulé Mécréantes en 2020. Le projet tourne autour d'un compte sur les réseaux sociaux traitant de sujets pédagogiques sur les questions de genre, ainsi que d'un podcast invitant des chercheurs et auteurs sur ces thématiques. Le nom fait allusion aux noms donnés aux femmes décrites comme « déviantes ». Elle infiltre des réseaux militants d'extrême-droite sur Internet, en se faisant parfois passer pour un homme. Elle assiste aux discussions qui débouchent sur la création du Collectif Némésis.
En 2021, elle entame un master en études de genre à l'université Paris-VIII. Elle publie en 2023 un livre intitulé Les hommes hétéros le sont-ils vraiment ?, où elle explore les normes sociales de la virilité et la manière dont elle s'impose aux hommes. Elle aborde notamment les concepts de « bromance » et des relations que les hommes entretiennent entre eux-mêmes, et la place subalterne qu'elle laisse aux femmes,,.
En 2025, Alestra publie Les Vigilantes aux éditions JC Lattès. Dans cet essai, elle y présente plusieurs paradoxes sur la place des femmes qui évoluent au sein des mouvements identitaires. Elle développe notamment le concept de contrat de vigilance, où les personnalités féminines s'inscrivent une image de la féminité conforme aux discours nationalistes, décrite comme « bonne », et en se surveillant afin d'en exclure les femmes perçues comme « mauvaises ». Elle nomme également « dark agency » la stratégie d'assimilation des femmes de la mouvance identitaire, consistant à exercer une violence sur des groupes minoritaires, afin d'asseoir leur position et leur pouvoir au sein de leur mouvement et de la société.

## Publications
- Léane Alestra, Anaïs Bourdet, Sabrina Erin Gin, Lou Eve, Axelle Jah Njiké, Sharone Omankoy, Emanouela Todorova et Nanténé Traoré, Nos amours radicales : 8 visions singulières pour porter un regard nouveau sur l'amour, Les Insolentes, 1er septembre 2021, 192 p. (ISBN 2017101303, EAN 9782017101307)
- Léane Alestra, Les hommes hétéros le sont-ils vraiment ?, JC Lattès, 15 mars 2023, 324 p. (ISBN 2709671379, EAN 9782709671378)
- Léane Alestra, Les Vigilantes : Surveillées et surveillantes, ces femmes au cœur de l'extrême droite, JC Lattès, 9 avril 2025, 336 p. (ISBN 2709672529, EAN 9782709672528)